# 法姆維爾 (北卡羅萊納州查塔姆縣)
法姆維爾（英語：Farmville）是位於美國北卡羅萊納州查塔姆縣的非建制地區。

## 地理
法姆維爾所處的海拔為高於海平面86米（即282英呎），而該地所採用的時區為UTC-5，即北美东部时区（EST）。同時該地設有夏令時間，為UTC-5調快一小時，即UTC-4（EDT）。